# Comuna Șmîrkî, Volociîsk
Șmîrkî (în ucraineană Шмирки) este o comună în raionul Volociîsk, regiunea Hmelnîțkîi, Ucraina, formată din satele Lîcivka și Șmîrkî (reședința).

## Demografie
Componența lingvistică a comunei Șmîrkî
     Ucraineană (98,51%)
     Rusă (1,24%)
     Alte limbi (0,25%)
Conform recensământului din 2001, majoritatea populației comunei Șmîrkî era vorbitoare de ucraineană (98,51%), existând în minoritate și vorbitori de rusă (1,24%).